# Nado sincronizado no Campeonato Mundial de Esportes Aquáticos de 2017 - Rotina técnica solo
A prova da rotina técnica solo é um dos eventos do Campeonato Mundial de Esportes Aquáticos de 2017 que foi realizado entre os dias 14 de julho e 15 de julho de 2017 na cidade de Budapeste, na Hungria. 

## Calendário
| Fase          | Data        | Hora  |
| ------------- | ----------- | ----- |
| Eliminatórias | 14 de julho | 11:00 |
| Final         | 15 de julho | 11:00 |

## Medalhistas
| Ouro                     | Prata               | Bronze               |
| Svetlana Romashina (RUS) | Ona Carbonell (ESP) | Anna Voloshyna (UKR) |

## Resultados
| Pos.              | Nadadora               | Nacionalidade   | Eliminatória | Eliminatória | Final       | Final       |
| Pos.              | Nadadora               | Nacionalidade   | Pontos       | Pos.         | Pontos      | Pos.        |
| ----------------- | ---------------------- | --------------- | ------------ | ------------ | ----------- | ----------- |
| Medalha de ouro   | Svetlana Kolesnichenko | Rússia          | 94.0229      | 1            | 95.2036     | 1           |
| Medalha de prata  | Ona Carbonell          | Espanha         | 92.3893      | 2            | 93.6534     | 2           |
| Medalha de bronze | Anna Voloshyna         | Ucrânia         | 90.5617      | 4            | 91.9992     | 3           |
| 4                 | Yukiko Inui            | Japão           | 90.8837      | 3            | 91.7490     | 4           |
| 5                 | Jacqueline Simoneau    | Canadá          | 89.2331      | 5            | 89.5000     | 5           |
| 6                 | Linda Cerruti          | Itália          | 87.8975      | 6            | 88.3369     | 6           |
| 7                 | Evangelia Platanioti   | Grécia          | 86.9661      | 7            | 86.5328     | 7           |
| 8                 | Vasiliki Alexandri     | Áustria         | 82.7804      | 8            | 83.9967     | 8           |
| 9                 | Min Hae-yon            | Coreia do Norte | 82.6416      | 9            | 83.1769     | 9           |
| 10                | Joana Jiménez          | México          | 82.0066      | 10           | 82.4507     | 10          |
| 11                | Lara Mechning          | Liechtenstein   | 80.3468      | 11           | 81.8521     | 11          |
| 12                | Vivienne Koch          | Suíça           | 80.2948      | 12           | 80.2700     | 12          |
| 13                | Szofi Kiss             | Hungria         | 78.7579      | 13           | Não avançou | Não avançou |
| 14                | Giovana Stephan        | Brasil          | 77.6135      | 14           | Não avançou | Não avançou |
| 15                | Nada Daabousová        | Eslováquia      | 77.1854      | 15           | Não avançou | Não avançou |
| 16                | Lee Ri-young           | Coreia do Sul   | 76.9730      | 16           | Não avançou | Não avançou |
| 17                | Michelle Zimmer        | Alemanha        | 76.8697      | 17           | Não avançou | Não avançou |
| 18                | Dara Tamer             | Egito           | 73.9650      | 18           | Não avançou | Não avançou |
| 19                | Camila Arregui         | Argentina       | 73.7771      | 19           | Não avançou | Não avançou |
| 20                | Debbie Soh             | Singapura       | 72.9689      | 20           | Não avançou | Não avançou |
| 21                | Malin Gerdin           | Suécia          | 72.5904      | 21           | Não avançou | Não avançou |
| 22                | Isidora Letelier       | Chile           | 72.4317      | 22           | Não avançou | Não avançou |
| 23                | Kyra Hoevertsz         | Aruba           | 72.0680      | 23           | Não avançou | Não avançou |
| 24                | Gan Hua Wei            | Malásia         | 71.3383      | 24           | Não avançou | Não avançou |
| 25                | Hristina Damyanova     | Bulgária        | 70.3736      | 25           | Não avançou | Não avançou |
| 26                | Swietłana Szczepańska  | Polónia         | 69.9209      | 26           | Não avançou | Não avançou |
| 27                | Nevena Dimitrijević    | Sérvia          | 69.8904      | 27           | Não avançou | Não avançou |
| 28                | Natalia Jenkins        | Costa Rica      | 67.2832      | 28           | Não avançou | Não avançou |
| 29                | Carysney García        | Cuba            | 65.4680      | 29           | Não avançou | Não avançou |
| 30                | Aleisha Braven         | Nova Zelândia   | 64.8782      | 30           | Não avançou | Não avançou |

Legenda
| Recorde mundial       | Recorde mundial (World record)               |                       | Recorde africano                      | Recorde africano (African) |                                           | Q | Classificado por posição (Qualified) |
| Recorde do campeonato | Recorde do campeonato (Championship record)  | Recorde da América    | Recorde da América (Americas)         | q                          | Classificado por melhor tempo (Qualified) |   |                                      |
| Melhor marca do ano   | Melhor marca do ano (World leading)          | Recorde asiático      | Recorde asiático (Asian)              | DNS                        | Não largou (Did not start)                |   |                                      |
| Recorde nacional      | Recorde nacional (National record)           | Recorde europeu       | Recorde europeu (European)            | DNF                        | Não terminou (Did not finish)             |   |                                      |
| Recorde pessoal       | Recorde pessoal do atleta (Personal best)    | Recorde da Oceania    | Recorde da Oceania (Oceania)          | DSQ / DQ                   | Desclassificado (Disqualified)            |   |                                      |
| Recorde da temporada  | Recorde da temporada do atleta (Season best) | Recorde sul-americano | Recorde sul-americano (South America) | NM                         | Sem marca (No mark)                       |   |                                      |